# Мамедова, Рузанна Сахавет кызы
Рузанна Сахавет кызы Мамедова (азерб. Ruzanna Səxavət qızı Məmmədova; род. 22 июня 2006, Мишкеми, Масаллинский район) — азербайджанская девушка-борец вольного стиля, член национальной сборной Азербайджана, чемпионка мира среди военнослужащих (2023), бронзовая призёрка чемпионата Европы среди борцов до 23 лет (2024), двукратная чемпионка Европы среди борцов до 20 лет (2024, 2025), чемпионка мира и Европы среди борцов до 17 лет (2022).

## Биография
Рузанна Мамедова родилась 22 июня 2006 года в селе Мишкеми Масаллинского района Азербайджана.
В августе 2021 года, будучи ученицей 9-го класса средней школы № 76, Рузанна Мамедова заняла второе место на юношеском чемпионате мира по борьбе в Будапеште (среди спортсменов до 17 лет) в весовой категории 46 кг, уступив в финале сопернице из Индии.
В июне 2022 года Мамедова стала чемпионкой Европы среди спортсменов до 17 лет в Бухаресте, а через месяц — чемпионкой мира среди спортсменов до 17 лет в Риме, где она в финале взяла вверх над японкой Михоко Такеучи.
В июне 2023 года Рузанна Мамедова завоевала серебряную медаль чемпионата Европы среди спортсменов до 17 лет в Тиране. В этом же месяце взяла бронзу чемпионата Европы среди спортсменов до 20 лет в испанском Сантьяго-де-Компостеле. В ноябре же Мамедова выиграла чемпионат мира среди военнослужащих в Баку.
В мае 2024 года на Мировом квалификационном турнире в Стамбуле 17-летняя Рузанна Мамедова досрочно победила на старте четырёхкратную чемпионку Европы и чемпионку Европейских игр Анастасию Григорьеву из Латвии, но в 1/8 финала проиграла китайской спортсменке Джие Лонг, чьё поражение в четвертьфинале лишило Азербайджан шанса добыть олимпийскую лицензию в женской борьбе в весе до 62 кг.
В мае 2024 года выиграла бронзу на чемпионате Европы среди спортсменов до 23 лет в Баку. В июле этого же года Мамедова стала чемпионкой Европы среди спортсменов до 20 лет в городе Нови-Сад.
В начале сентября 2024 года на чемпионате мира среди спортсменов до 20 лет в испанском городе Понтеведре Мамедова дошла до полуфинала, где уступила. Проиграв и схватку за бронзу, она заняла в итоге 5-е место.
В апреле 2025 года на чемпионате Европы в Братиславе в весовой категории до 62 кг на старте же уступила Луизе Немеш из Германии. В июле этого же года в Каорле второй раз стала чемпионкой Европы среди борцов до 20 лет.